# MNIST database
La base di dati MNIST (modified National Institute of Standards and Technology database) è una vasta base di dati di cifre scritte a mano che è comunemente impiegata come insieme di addestramento in vari sistemi per l'elaborazione delle immagini. La base di dati è anche impiegata come insieme di addestramento e di test nel campo dell'apprendimento automatico.
La base di dati è stata creata rimescolando le immagini presenti nell'insieme di dati del NIST.

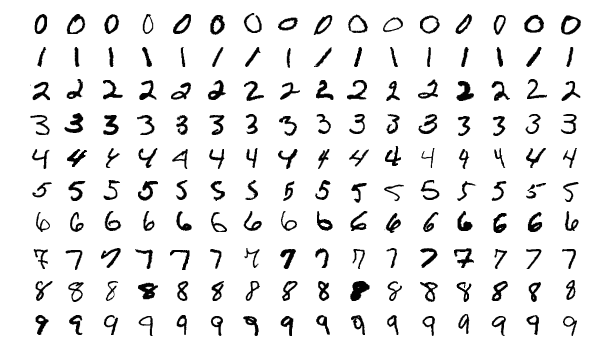
Un esempio dei dati di test del MNIST

La base di dati MNIST contiene 60 000 immagini di addestramento e 10 000 immagini di test; metà dell'insieme di addestramento e metà dell'insieme di test sono state prelevate dall'insieme di addestramento del NIST, mentre le altre metà sono state ottenute dall'insieme di test del NIST stesso.
Diversi lavori riportati su pubblicazioni scientifiche si sono focalizzati sull'obiettivo di ottenere un basso tasso di errore; in una pubblicazione, che documenta un lavoro basato sull'utilizzo di un sistema gerarchico di reti neurali convoluzionali, viene riportato un tasso di errore dello 0,23 %. Gli autori dell'insieme di dati MNIST mantengono una lista di alcuni metodi che sono stati impiegati su di esso: essi hanno utilizzato, nella loro pubblicazione originaria, una SVM, ottenendo un tasso di errore dello 0,8 %.

## L'insieme dei dati
Le immagini presenti nella base di dati sono la combinazione di due basi di dati nel NIST: lo Special Database 1 e lo Special Database 3, che sono costituiti rispettivamente da cifre scritte a mano da studenti delle scuole superiori e da impiegati dell'ufficio censimento.